# Karel Kahoun (kněz)
Karel Kahoun (15. září 1923 Louňovice pod Blaníkem – 25. listopadu 2006 Mladá Boleslav) byl český katolický kněz, osobní arciděkan a děkan v Mnichově Hradišti.

## Život
Kněžské svěcení obdržel 29. června 1947 v Litoměřicích, z rukou tehdejšího litoměřického biskupa Antonína Webera. Jako novokněz se stal 1. srpna 1947 kaplanem v Bosni a administrátorem v Kněžmosti. Po pěti letech odešel jako kaplan do farnosti Ústí-Střekov a po dvou měsících na kaplanské místo do Loun a jako administrátor nedalekých Lenešic. Od 1. června 1954 se stal administrátorem v Býčkovicích, přičemž bydlel a vypomáhal na litoměřickém děkanství. Dne 24. října 1955 byl poslán jako administrátor do Lužice, kde zároveň přijal správu v Mrzlicích, kaplanství v Bílině a správu Jeníšova Újezda. Od 1. září 1956 se stal administrátorem v Bílině. Po dalších dvou letech byl ustanoven administrátorem v Jablonném v Podještědí. Odtud spravoval i přilehlé farnosti: Dubnici, Jitravu, Rynoltice a Žibřidice. Od 1. července 1969 byl jmenován administrátorem v Mnichově Hradišti. K tomu přibral také duchovní správu Kněžmosti (v roce 1969), Mukařova (v roce 1973) a Bosni (v roce 1994). Od 7. ledna 2002 byl pro nemoc uvolněn z farní správy. Do služby se sice vrátil 20. února 2004, avšak po šesti měsících odešel již natrvalo a odstěhoval se na odpočinek ke své sestře. Pro jeho pečlivou a záslužnou práci jej biskup Josef Koukl jmenoval, již 29. června 2002, osobním arciděkanem. Zemřel zaopatřen svátostí nemocných ve věku 83 let v sobotu 25. listopadu 2006 v Mladé Boleslavi. Poslední rozloučení s ním se konalo v úterý 5. prosince 2006 při zádušní mši svaté v děkanském kostele sv. Jakuba Apoštola v Mnichově Hradišti. Poté byly jeho ostatky uloženy do rodinného hrobu na místním hřbitově v Mnichově Hradišti.